# Noël Chiboust
Noël Chiboust (* 14. Oktober 1909 in Thorigny-sur-Marne, Département Seine-et-Marne; † 17. Januar 1994) war ein französischer Musiker (Trompete, Tenorsaxophon, Klarinette), Arrangeur, Komponist und Bandleader im Bereich des Swing und der populären Musik.

## Leben und Wirken
Noël Chiboust begann seine Karriere als Violinist bei Ray Ventura und spielte Anfang der 1930er Jahre Trompete im Orchester von Michel Warlop. Im März 1936 wirkte er an der Konzertreihe la semaine à Paris mit, die vom Hot Club de France und der Zeitschrift Jazz Hot im (späteren) Salle Pleyel organisiert wurde. 1936 wurde er Mitglied im Orchester von André Ekyan, um 1938 spielte er in der Swingband von Philippe Brun und Anfang der 1940er Jahre bei Alix Combelle: er wirkte dabei auch an Aufnahmen von Django Reinhardt, Stéphane Grappelli, Bill Coleman und Coleman Hawkins (1935) mit; 1938 trat er mit Eddie Brunner im Cabaret Bagatelle auf. Ende der 1930er Jahre gab er das Trompetenspiel auf und wechselte zum Tenorsaxophon und zur Klarinette, als er dem Orchester Marcel Bianchi angehörte.  
Ab 1940 spielte er unter eigenem Namen für das französische Label Swing einige 78er ein, ab 1944 mit Orchester-Besetzung. Anfang der 1940er Jahre trat er mit dieser Formation auf Pariser Bühnen auf, u. a. mit Hubert Rostaing. 1946/47 arbeitete er mit seinem Ensemble, dem auch Jack Diéval und Lucien Simoën angehörten, im Club Schubert. Von 1947 bis 1950 hatte er ein Engagement im Cabaret le Drap d’Or. 1952 trat er mit seinem Orchester im Palais D'Orsay auf. 
In der Nachkriegszeit wandte er sich der Unterhaltungsmusik wie auch dem Rock and Roll („Noel Rock“) zu; 1959 entstanden mehrere EPs und Singles für Polydor, auf der er Versionen von aktuellen Hits von Georges Moustaki, The Tornados („Telstar“) oder Brenda Lee („Dynamite“) interpretierte. Ab den 1960er Jahren geriet er mit seiner Musik in Vergessenheit, nahm noch gelegentlich einige Singles mit nostalgischen Stücken wie „Charleston“ oder „Yes Sir, That’s My Baby“ auf.